# Epiplema coronaria
Epiplema coronaria är en fjärilsart som beskrevs av William Schaus 1913. Epiplema coronaria ingår i släktet Epiplema och familjen Uraniidae. Inga underarter finns listade i Catalogue of Life.